# Форні-ді-Сопра
Форні-ді-Сопра (італ. Forni di Sopra) — муніципалітет в Італії, у регіоні Фріулі-Венеція-Джулія,  провінція Удіне.
Форні-ді-Сопра розташоване на відстані близько 510 км на північ від Рима, 130 км на північний захід від Трієста, 65 км на північний захід від Удіне.
Населення — 1016 осіб (2014).
Щорічний фестиваль відбувається 21 листопада. Покровитель — Madonna della salute.

## Демографія
Населення за роками:

Станом на 1 січня 2023 року в муніципалітеті офіційно проживали 44 іноземці з 13 країн, серед них 29 громадян країн Євросоюзу та 2 громадяни України.

## Сусідні муніципалітети
- Чимолаїс
- Клаут
- Домедже-ді-Кадоре
- Лоренцаго-ді-Кадоре
- Форні-ді-Сотто
- Саурис
- Віго-ді-Кадоре